# Masters of the Universe

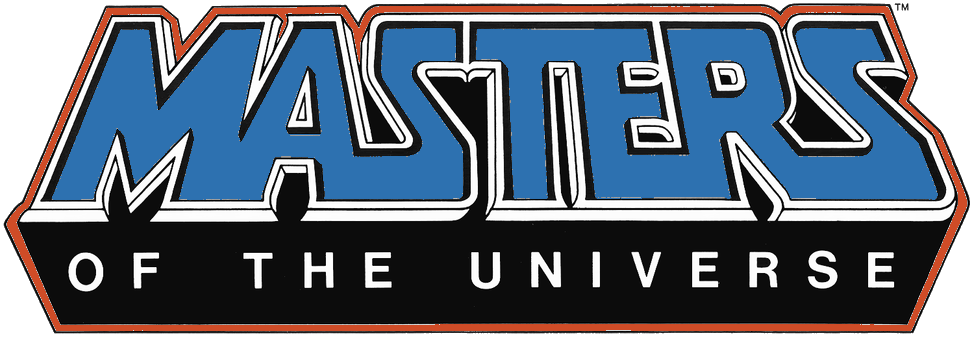
Logo ufficiale del media franchise Masters of the Universe

Masters of the Universe, nota anche come MOTU o solamente come Masters (in linguaggio colloquiale), è un media franchise nato da una linea di giocattoli del tipo action figure creata dall'azienda statunitense Mattel. Con il loro mix di stili fantasy eroico e fantascientifico e un nutrito numero di personaggi, i Masters divennero una propria icona degli anni ottanta dominando il mercato dei giocattoli di quel decennio, arrivando a superare anche le vendite di Barbie, fino ad allora la linea di giocattoli più venduta. La prima linea ha avuto una durata di sette anni, dal 1981-'82 al 1988, nonostante un'epoca segnata dall'ascesa dell'entertainment elettronico, e ha generato diverse serie a cartoni animati, fumetti, film, videogiochi e merchandise vario, comprese più linee di action figure pubblicate nel corso degli anni.

## Storia

### Le origini
Nel 1976 l'amministratore delegato della Mattel, Ray Wagner, rifiuta la proposta di lanciare la serie di action figure dell'allora sconosciuto Star Wars di George Lucas. Con il successivo inaspettato successo del film Guerre stellari (1977) e la valanga di merchandise correlato (tra cui le celebri action figure della Kenner) la Mattel prova a recuperare l'occasione persa con diverse linee di giocattoli, ma senza successo.
Durante una ricerca di mercato per lanciare una nuova linea di successo condotta su un campione di diversi bambini maschi statunitensi, Roger Sweet, il responsabile per i progetti della Mattel durante gli anni settanta e ottanta, riuscì a carpire ciò che i bambini volevano di più da una linea di giocattoli per soli maschietti: poter comandare, sentirsi potenti e che i buoni vincano sempre contro i cattivi.

Nel 1980, Conan Properties contattò la Mattel per negoziare una linea di giocattoli basata sul loro film di prossima uscita, Conan il barbaro con Arnold Schwarzenegger. L'accordo non si concretizzò perché la Mattel ritenne che il film di Conan, a causa delle scene di violenza e nudo, fosse rivolto esclusivamente agli adulti e, di conseguenza, i bambini non avrebbero mai acquistato un prodotto legato a un film che non potevano neanche andare a vedere. Nonostante questo, un anno dopo, utilizzando parti della fortunata serie Big Jim, la Mattel realizzò dei prototipi di un eroe generico con un aspetto "barbarico" molto simile a Conan, che avrebbe potuto adattarsi a qualsiasi universo: He-Man. Queste varianti di prototipo condividevano la caratteristica principale che avrebbe decretato il segreto del successo economico della linea: creare nuovi personaggi riutilizzando alcuni componenti del corpo (busto, braccia, gambe) e variando solamente il colore, alcuni accessori e la testa.

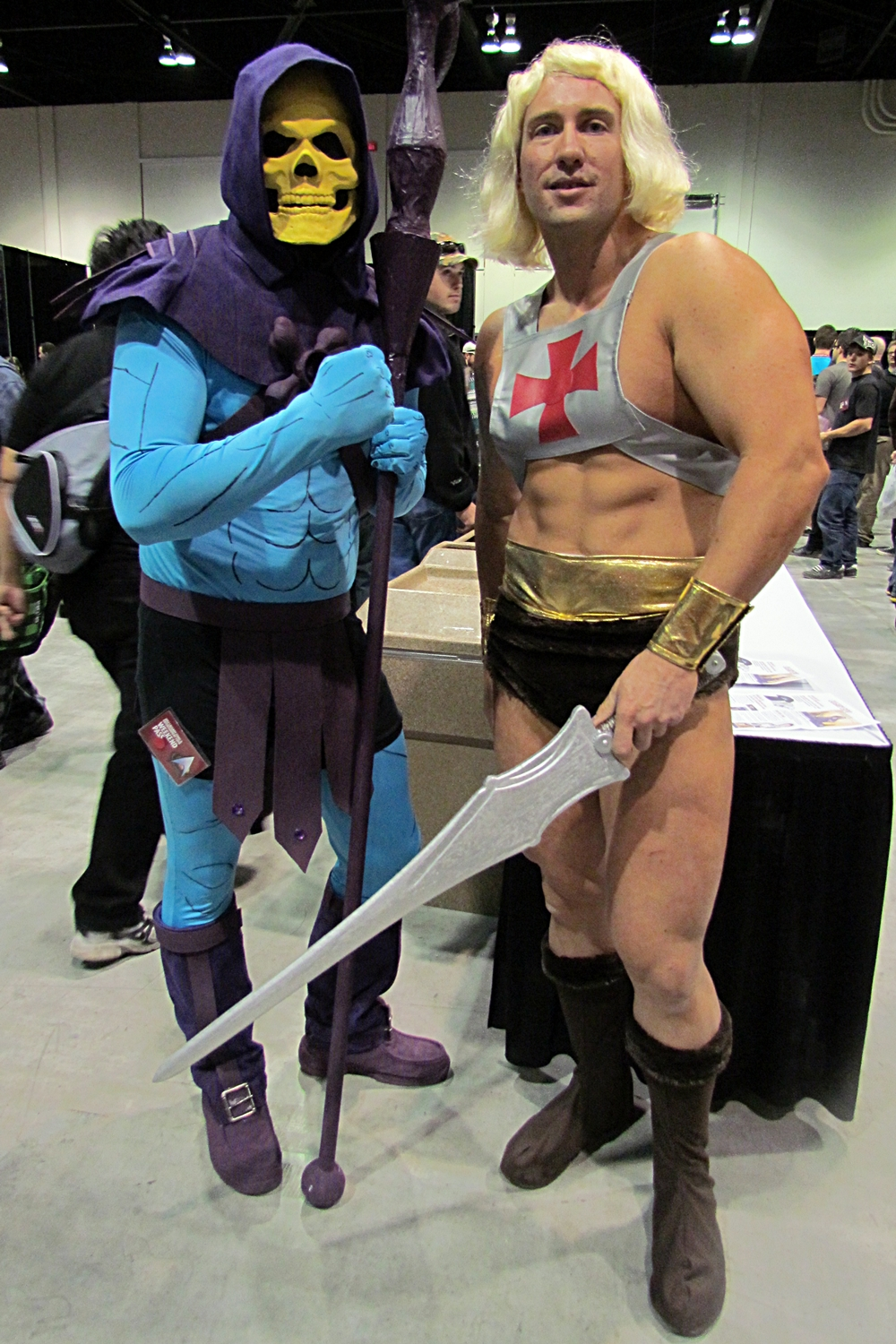
Due cosplayer vestiti come Skeletor e He-Man, i protagonisti dei MOTU

### Il lancio e il successo
Dal concept iniziale, la Mattel produsse infine la linea "Masters of the Universe" alla fine del 1981, ma il grande lancio a livello globale avvenne nel 1982. Realizzati nel formato 5,½ pollici (13 cm circa), i personaggi vennero introdotti da dei minicomic, mini-fumetti inclusi nelle confezioni delle action figure che ne narravano le gesta. Il primo soggettista che lavorò alla storia dei Masters fu Donald F. Glut.
I due personaggi principali furono He-Man, denominato "The Most Powerful Man in the Universe" (L'uomo più potente dell'universo), e la sua nemesi, Skeletor, lo stregone dalla faccia da teschio denominato "Lord of Destruction" (Il signore della distruzione), insieme agli altri personaggi principali: Teela, Man-At-Arms, Beast Man, Mer-Man, Stratos e Zodac.
La prima storia narrata dai mini-fumetti si ambientava in un mondo dove il fantasy medievale si fondeva con la fantascienza in stile Star Wars; gli Heroic Warriors (Guerrieri eroici) guidati da He-Man si scontravano con gli Evil Warriors (Guerrieri diabolici) per possedere le due metà della Spada del potere e fermare le ambizioni di Skeletor nello scoprire i segreti del Castello di Grayskull. Nuove fazioni come gli Evil Horde (Orda infernale) e gli Snake Men (Uomini serpente) si sarebbero aggiunte nel corso della serie. Il successo fu garantito dalla varietà di personaggi e di mezzi, oltre che dai vari playset, come quelli raffiguranti Il Castello di Grayskull e la Snake Mountain (in Italia chiamata Cittadella del serpente) di Skeletor.
Nel 1982, a causa della somiglianza tra i due personaggi, Conan Properties citò in giudizio Mattel per violazione del copyright. I tribunali si pronunciarono a favore della Mattel, ma il primo concept di He-Man, in seguito ribattezzato Vikor, era ovviamente basato sull'archetipo di Conan. Inoltre, l'artwork presente nei primi mini-fumetti di He-Man venne ispirato dalle opere dell'artista fantasy, e famoso illustratore di Conan, Frank Frazetta.
Per consolidare il successo della linea di giocattoli, la Mattel contattò la Filmation, casa di produzione di cartoni animati statunitense, che dalla serie di giocattoli produsse due serie a cartoni animati: He-Man e i dominatori dell'universo, nel 1983, variando la storia dei fumetti, introducendo nuovi personaggi, tra i quali il principe Adam, l'altra identità di He-Man, e She-Ra, la principessa del potere, nel 1985, quest'ultima basata su un'altra serie di giocattoli pensati per le bambine, perché la Mattel scoprì che più del 20% del mercato dei Masters of the Universe era femminile.
La linea Masters of the Universe, che prevedeva di movimentare circa 13 milioni di dollari di merce nel suo primo anno, vendette quasi il triplo, circa 38 milioni di dollari, e i profitti dei prodotti sarebbero infine saliti a circa 400 milioni di dollari nel 1985. Nel suo periodo migliore, la linea MOTU ha superato l'altra grande star della Mattel, la Barbie. Roger Sweet ha stimato che, sommando le vendite di tutti i prodotti MOTU (giocattoli, vestiti, oggetti per la scuola e merchandise vario), il franchise ha guadagnato oltre 2 miliardi di dollari prima che la bolla scoppiasse.

### Il calo della popolarità
Già a partire dal 1986, e per tutto il 1987, le vendite precipitarono improvvisamente, passando da circa 350 milioni di dollari nel 1985, a 40 milioni nel 1986 fino ad arrivare ad "appena" 7 milioni nel 1987. La concorrenza dei G.I. Joe: A Real American Hero, delle Tartarughe Ninja, dei Transformers e dei videogiochi stava crescendo e la Mattel aveva inoltre inondato il mercato con un inventario di personaggi di secondo livello che i rivenditori non riuscivano a vendere abbastanza velocemente e, pertanto, i negozi di giocattoli iniziarono a restituirli alla casa madre. Mattel pensò di dare una scossa repentina alle vendite e riportare attenzione sulla linea mettendo in sviluppo un film live action ispirato ai giocattoli e alla serie animata, la cui produzione iniziò proprio nel pieno del calo improvviso delle vendite. Nel 1987 uscì pertanto il film: I dominatori dell'universo (Masters of the Universe) di Gary Goddard, con Dolph Lundgren nel ruolo di He-Man e Frank Langella in quello di Skeletor, ma le critiche furono impietose e il successo limitato, segnando un calo del franchise soprattutto negli Stati Uniti, mentre in Europa e in altri mercati le vendite andarono un po' meglio fino alla fine del decennio. Alla fine degli anni ottanta, col cambiamento di generazione, i Masters ebbero un definitivo calo di popolarità e nelle vendite.

### Il rilancio

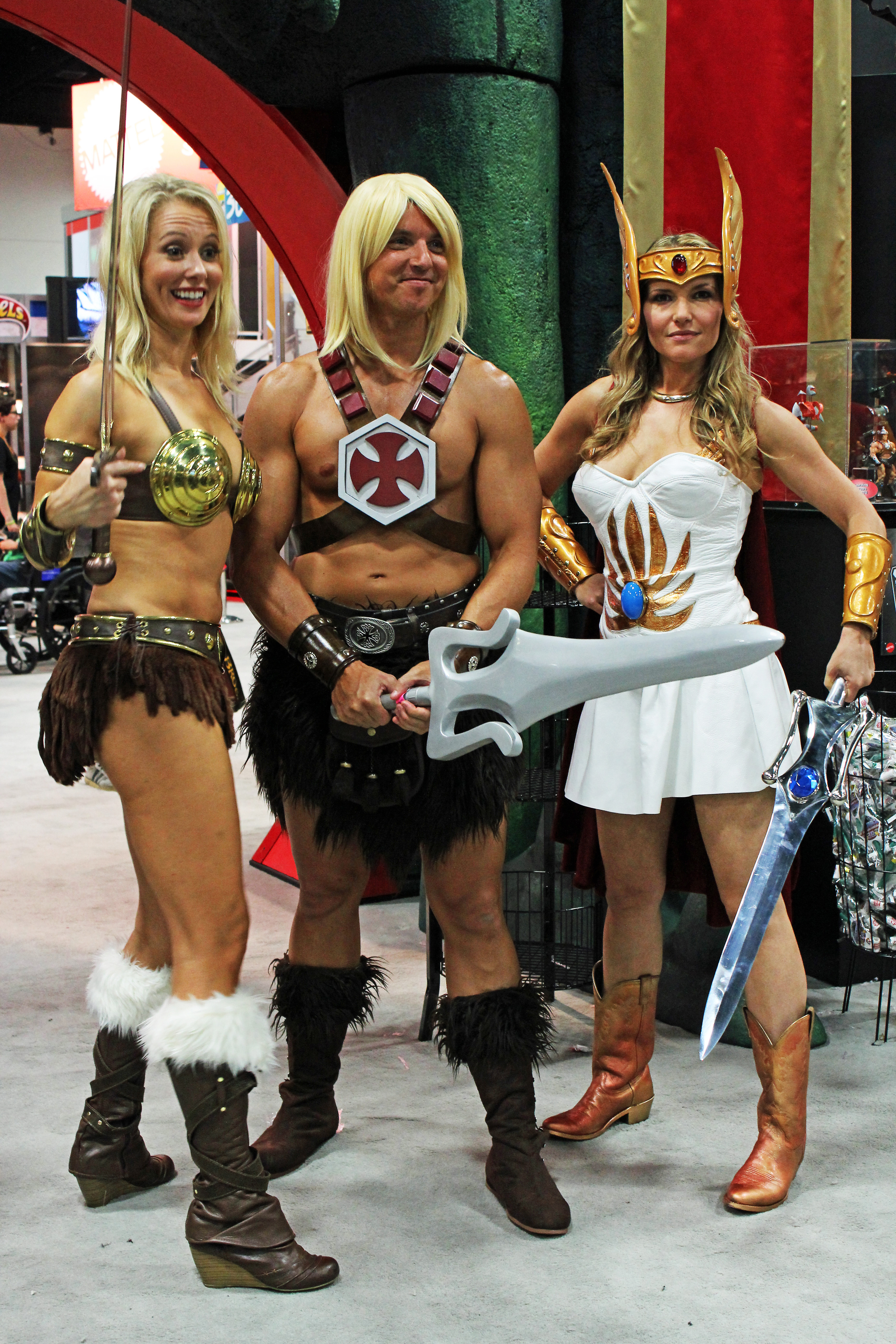
Cosplayer che interpretano Teela (nella versione DC Comics 1982), He-Man (versione 2002) e She-Ra (versione classica)

Per tentare di risollevarne le sorti, nel 1990 venne realizzata una nuova serie animata: He-Man, d'ambientazione fantascientifica e futuristica rispetto alla serie Filmation, e accompagnata da una nuova linea di giocattoli più piccoli e simili nell'aspetto agli action figure di Star Wars; entrambe non ottennero però il successo sperato e la serie venne chiusa dopo una sola stagione mentre la linea di giocattoli durò fino al 1992 per poi venire anch'essa chiusa, lasciando il franchise in stallo per un decennio.
Nel 2002, la Mattel rilanciò nuovamente la serie Masters sul mercato con un design rinnovato, accompagnando i nuovi giocattoli da un nuovo cartone animato, curato dal Four Horsemen Studios; il successo fu però nuovamente limitato e la serie venne chiusa dopo solo due stagioni nel 2004 assieme alla linea di giocattoli. In seguito, tra il 2005 e il 2007, la NECA, produttore di statuette da collezione, ha ripreso la serie, sotto forma di action figure statiche (dette appunto staction figures) realizzando i personaggi che la Mattel non aveva fatto in tempo a pubblicare, per un target di mercato mirato a soddisfare esclusivamente i fan nostalgici e i collezionisti dei MOTU.
Nel 2008, la Mattel concesse in licenza i Masters alla Super7, un'altra società specializzata nella produzione di action figure da collezione, che, sfruttando anche l'onda della nostalgia e del revival degli anni '80, realizzò una nuova linea di action figure da collezione dei MOTU, definita "Classics"; più grandi, con maggiori particolari, più articolazioni e più rifiniture rispetto agli originali, la linea ebbe un grande successo tra i collezionisti protraendosi fino al 2020.
Nel 2020 la Mattel riacquistò la licenza e iniziò la produzione di diverse nuove linee di action figure sui MOTU come la linea "Origins" e quelle ispirate alle nuove serie a cartoni animati di Netflix: Masters of the Universe: Revelation, sequel della prima serie originale Filmation, e He-Man and the Masters of the Universe, un nuovo reboot.

## Personaggi
La prima serie di personaggi ideati dalla Mattel era formata da: He-Man, Skeletor, Man-At-Arms, Beastman, Mer-Man, Teela, Stratos e Zodac. Questi personaggi iniziali furono modificati moltissimo in corso d'opera: Zodac era schedato nei cattivi, comportandosi come tale unicamente in alcuni dei primi fumetti, per poi divenire neutrale; Man-At-Arms era privo di baffi, aggiunti dalla Filmation per invecchiarne l'aspetto (ritorna senza baffi solamente in un paio di episodi, nei quali viene mostrato da giovane); Teela presentava incongruenze rispetto ai minicomics (colore dei capelli e tonalità della carnagione in primis).

## Fumetti, serie animate, film e videogiochi
Come altre linee ludiche, i Masters of the Universe sono stati impiegati in numerosi media, il che ha generato varie versioni della storia differenti fra loro e dal contesto originale, con alcune incongruenze.

### Fumetti

#### Mini-Eternia - i primi minicomic (1981-1983)
In origine tutti gli action figure furono pubblicati con un fumetto allegato prodotto dalla Western Publishing (che all’epoca era una sussidiaria di Mattel) definito minicomic (letteralmente "mini-fumetto"), nel quale erano narrate storie che coinvolgevano il personaggio a cui era allegato. Nei primi minicomic, He-Man era un barbaro errante nel mondo di Eternia, un mondo che porta ancora le conseguenze della Grande guerra, che devastò la civiltà affermata lasciando dietro di sé macchinari e armi bizzarre e futuribili. Gli eventi causati dalla Grande guerra crearono una spaccatura fra le dimensioni, la quale permise al signore della guerra Skeletor di raggiungere Eternia; questi prende di mira l'antico castello del Teschio Grigio: Grayskull, la "fortezza del mistero e del potere", poiché chiunque assuma il controllo del castello di Grayskull potrà ottenere il potere di diventare "Dominatore dell'universo" (Master of the Universe). Per impedire a Skeletor di raggiungere i suoi obiettivi, He-Man viene dotato di speciali poteri e armi dalla maga del castello, Sorceress (spesso nominata la Dea, The Goddess, nelle primissime storie), e mandato a difendere Grayskull. He-Man è aiutato nella sua missione da diversi alleati eroici, come Man-At-Arms, il maestro d'armi di Eternia, e Teela, figlia adottiva di Man-At-Arms. Skeletor riesce a recuperare una metà della "Spada del Potere" (Power Sword), una grandiosa arma fatata, la quale è anche la chiave per il castello di Grayskull. He-Man possiede l'altra metà, consegnatagli da Sorceress, e deve impedire a Skeletor di collegare le due metà che permetteranno l'accesso al castello. Questa trovata era dovuta al fatto che inizialmente il playset del castello di Grayskull prodotto dalla Mattel aveva effettivamente una porta-ponte levatoio che si apriva utilizzando le due metà della spada vendute assieme agli action figure di He-man e Skeletor.
Per distinguere queste storie da quelle successive, influenzate dalla serie a cartoni animati (che uscì un anno dopo la prima linea di giocattoli), questa prima versione di Eternia è stata chiamata "Mini-Eternia" o anche "Mineternia". Dal lancio dei primi mini-fumetti non era ancora ben chiaro chi fossero i "Masters of the Universe"; nei primi fumetti l'espressione era riferita ai cattivi, ma poi è passata a indicare i buoni, che comunque non hanno lasciato il loro epiteto di "Guerrieri eroici" (Heroic Warriors).

#### DC Comics (1982-1983)
Poco dopo il debutto della linea di giocattoli, la DC Comics iniziò la pubblicazione di una serie di fumetti sui MOTU, apportando importanti modifiche alla storia. In questi fumetti si stabilisce l'esistenza del regno di Eternia, governato da re Randor (chiamato re Miro nelle prime storie; il nome di Miro è stato poi utilizzato per il padre di Randor) e dalla regina Marlena; il loro figlio, l'erede al trono, il principe Adam, diventa ora l'identità segreta di He-Man: Sorceress lo sceglie come depositario del potere di trasformarsi in He-Man, per assumere il compito di difendere Eternia. Il segreto dell'identità di He-Man è conosciuto soltanto da Sorceress, da Orko e da Man-At-Arms.
I personaggi dei MOTU furono introdotti nel numero 47 della serie DC Comics Presents; nell'albo si racconta di come Skeletor trasporta Superman nel mondo di Eternia per farlo scontrare con He-Man.

#### Le strisce a fumetti (1985-1989)
Delle strisce a fumetti sui MOTU vennero pubblicate quotidianamente in alcuni giornali dal 1985 al 1989. Le strisce vennero scritte principalmente da Chris Weber e disegnate da Karen Willson, con distribuzione in syndication negli Stati Uniti e in alcuni paesi del mondo. 1.639 delle 1.674 strisce giornaliere vennero infine raccolte in formato cartonato da Dark Horse Books nel 2017 nel volume He-Man and the Masters of the Universe: The Newspaper Comic Strips.

#### Marvel/Star Comics (1986-1988)
Seguendo la consolidata continuità delle serie Filmation, la Marvel Comics realizzò una miniserie a fumetti tramite la Star Comics (una sua società controllata che produceva fumetti pensati per i più piccoli e tratti principalmente da serie a cartoni animati): Masters of the Universe, che venne pubblicata, in versione bimestrale, dal 1986 al 1988 per la durata di 13 numeri. La serie presentava per la prima volta molti dei personaggi introdotti esclusivamente nella linea di giocattoli e successivi alla fine delle serie Filmation, oltre a personaggi nuovi come il tenente Andra.

#### Pubblicazioni internazionali (1983-1991)
Vari fumetti e riviste con vari contenuti relativi a Masters of the Universe sono stati pubblicati anche al di fuori degli Stati Uniti: nel Regno Unito, in Germania, Francia, Finlandia, Argentina, Brasile, Spagna, Italia e molti altri paesi nel corso degli anni '80 e nei primi '90. Uno dei più notevoli fu prodotto dalla London Editions della Egmont nel Regno Unito, intitolato By The Power Of Grayskull…Masters Of The Universe comic magazine dal 1986 al 1988. La serie era guidata da Brian Clarke, ed è nota ai fan per l'approfondimento alle storie che espandono il canone e le origini di molti personaggi dei MOTU. A partire dal 1987, la London Editions aggiunse una seconda rivista mensile di fumetti più grande intitolata Masters of the Universe Adventure, che è stata pubblicata per 18 numeri prima di trasformarsi in una rivista a tema New Adventures/He-Man prima di concludersi nel 1991. In Italia molte di queste storie, oltre a storie originali, vennero pubblicate dalle riviste Più, I Masters e il Team dell'Avventura e Magic Boy.

#### Minicomic (1989-1990)
Nel 1989 vennero prodotti dei nuovi minicomic da accompagnare alla nuova linea di giocattoli della Mattel The New Adventures of He-Man e all'omonima serie animata, che sarebbero stati poi lanciati l'anno seguente assieme agli action figure della nuova serie. In questi minicomic la storia è leggermente diversa da quella narrata nella serie animata del 1990 e vi sono alcune piccole ma sostanziali differenze oltre che spiegazioni più dettagliate al cambio di aspetto di alcuni personaggi, come la spiegazione dei nuovi inserti cyborg di Skeletor, del tutto assente nella serie animata.

#### DC Comics (2012-2020)
Nel luglio del 2012 la Mattel e la DC Comics rinnovarono la collaborazione con la pubblicazione di una nuova serie a fumetti basata sulla linea dei Masters of the Universe per celebrare i 30 anni della linea di giocattoli. La serie, il cui primo numero è stato scritto da Geoff Johns e disegnato da Howard Porter, è un'espansione dell'universo classico dei MOTU ambientata definitivamente nella stessa linea temporale dei Nuovi 52. La serie è così composta:

##### Masters of the Universe Digital Chapthers(serie di autoconclusivi per il mercato digitale, 2012)
- "Sirl Laser Lot"
- "Man-At-Arms"
- "Battle Cat"
- "Re Randor"
- "Evil-Lyn"
- "Orko"
- "Trap Jaw"
- "She-Ra"

##### He-Man and the Masters of the Universe(Volume I, miniserie, 2012)
- Numeri: 1 - 6

##### Masters of the Universe - Origins(serie di autoconclusivi, 2013)
- "Origin of He-Man"
- "Origin of Skeletor"
- "Origin of Hordak"

##### He-Man and the Masters of the Universe(Volume II, 2013-2014)
- Numeri: 1 - 19

##### DC Universe VS Masters of the Universe(miniserie, 2013)
- Numeri: 1 - 6

##### He-Man: The Eternity War (serie continuativa, 2014-2016)
- Numeri: 1 - 15

In Italia, la serie viene pubblicata da aprile 2014 da RW Edizioni in uno spillato mensile curato da Lorenzo Bianchi.

##### He-Man / ThunderCats(miniserie, 2016-2017)
- Numeri: 1 - 6

##### Injustice vs. Masters of the Universe(miniserie, 2018-2019)
- Numeri: 1 - 6

##### He-Man and the Masters of the Multiverse(miniserie, 2019-2020)
- Numeri: 1 - 6

#### Dark Horse Comics (2021-in corso)
Il 7 luglio 2021, Dark Horse Comics ha pubblicato il primo numero della miniserie di quattro numeri che funge da prequel della serie animata Masters of the Universe: Revelation trasmessa da Netflix. L'arco narrativo per i nuovi fumetti è stato concepito dai produttori esecutivi dello show Kevin Smith e Rob David, che è stato anche il direttore creativo, e uno degli scrittori, delle pubblicazioni di Masters of the Universe della DC Comics dal 2012 al 2020.

##### Masters of the Universe: Revelation(miniserie, 2021)
- Numeri: 1 - 4

### Serie animate

#### He-Man e i dominatori dell'universo(1983-1985)
La serie televisiva animata He-Man e i dominatori dell'universo (He-Man and the Masters of the Universe) fu prodotta nel 1983 dalla statunitense Filmation, a supporto della linea di giocattoli della Mattel: “Masters of the Universe”. È composta da due stagioni di 65 episodi cadauna. La serie ebbe un grande successo.

#### She-Ra, la principessa del potere(1985-1987)
La serie televisiva animata She-Ra, la principessa del potere (She-Ra: Princess of Power) fu realizzata nel 1985 sempre dalla Filmation; la serie fu ideata per pubblicizzare tra le bambine una nuova serie di bambole e, per i bambini, per lanciare i nuovi pupazzi della linea dei Masters of the Universe. È composta da due stagioni, di 65 e 28 episodi.

#### He-Man(1990)
La serie a cartoni animati He-Man (The New Adventures of He-Man) fu prodotta nel 1990 da Faso Film, France 2, France 3, Mattel, Fininvest, Parafrance Communication, Titanus, e realizzata dalla Dic Enterprise; si compone di una stagione da 65 episodi.

#### He-Man and the Masters of the Universe(2002-2004)
La serie He-Man and the Masters of the Universe fu prodotta nel 2002 dalla Mike Young Productions, in coincidenza con il ventesimo anniversario della serie originale e il relativo ravvivarsi del marchio dei Masters of the Universe operato dalla Mattel dopo anni di oblio. Si compone di 39 episodi distribuiti in due stagioni. Inizialmente fu trasmessa dalla emittente Cartoon Network; la versione DVD è stata pubblicata soltanto per il mercato anglofono.

#### She-Ra e le principesse guerriere(2018-2020)
La serie She-Ra e le principesse guerriere, reboot della serie animata She-Ra, la principessa del potere, fu prodotta nel 2018 da Netflix. La serie racconta la storia della rivolta della teenager Adora, sotto le spoglie dell'eroina She-Ra, e di un gruppo di altre principesse magiche, contro il maligno Hordak e la sua Orda. Si compone di 52 episodi distribuiti in cinque stagioni.

#### Masters of the Universe: Revelation(2021)
La serie Masters of the Universe: Revelation, trasmessa in streaming su Netflix nel 2021 e sviluppata da Kevin Smith e prodotta da Powerhouse Animation Studios, è un sequel della serie Filmation del 1983-1985 He-Man e i dominatori dell'universo. Revelation si concentra su alcune trame irrisolte della serie TV originale del 1983, riprendendo alcuni dei viaggi dei personaggi da dove si erano interrotti e proponendo nuove storie e approfondimenti su alcuni dei personaggi secondari. La serie si compone di una prima stagione di 10 episodi.

#### He-Man and the Masters of the Universe(2021-2022)
La serie He-Man and the Masters of the Universe è il secondo reboot della storia originale (dopo quello del 2002) ed è stata trasmessa in streaming su Netflix nel 2021. Sviluppata da Rob David e realizzata in CGI da Mattel Television, la serie narra dell'adolescente Adam e dei suoi amici che devono scoprire i segreti del potere di Grayskull e il loro destino. La serie si compone di una prima stagione di 10 episodi e di una seconda e terza stagione di 8 episodi cadauna.

#### Masters of the Universe: Revolution(2024)
Seguito della serie Masters of the Universe: Revelation, di cui costituisce di fatto la continuazione e una sorta di seconda stagione, è stata trasmessa in streaming su Netflix nel 2024. La serie si compone di una stagione di 5 episodi.

### Lungometraggi

#### Il segreto della spada
La Filmation realizzò nel 1985 Il segreto della spada, anche conosciuto come He-Man e She-Ra: Il segreto della spada. Benché distribuito prima che la serie She-Ra, la principessa del potere cominciasse, il film è una riedizione dei primi cinque episodi del cartone animato con piccoli cambiamenti. Il film è il primo prodotto cinematografico ispirato da una linea di giocattoli.

#### He-Man e She-Ra: Speciale Natale
Sempre nel 1985 fu creato He-Man e She-Ra: Speciale Natale, lungometraggio natalizio con protagonisti i personaggi delle serie animate; il film fu trasmesso per la prima volta nel dicembre 1985.

#### I dominatori dell'universo

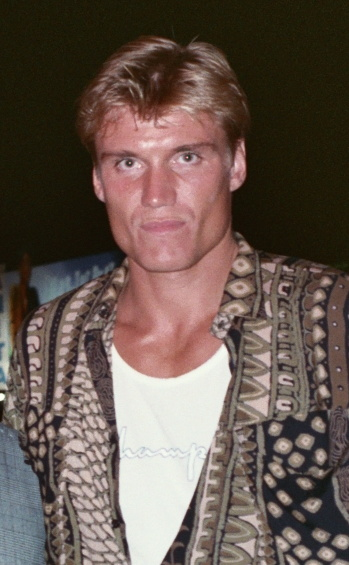
L'attore Dolph Lundgren interprete di He-Man nel primo film live action del 1987

Nel 1987 uscì il primo film dal vivo: I dominatori dell'universo (Masters of the Universe) per la regia di Gary Goddard con Dolph Lundgren nella parte di He-Man e Frank Langella in quella di Skeletor.
Il film arrivò nei cinema statunitensi il 7 agosto 1987 mentre in Italia uscì solo nel 1990. Il film fu un flop di critica e commerciale e verrà rivalutato dai fan solo decenni dopo diventando di fatto un film di culto.

#### Masters del Universo(2026)
Nel corso degli anni 2000 e 2010 si è parlato più volte di un possibile nuovo film ispirato alle avventure dei MOTU ma la produzione si è trovata più volte ferma in un development hell. Nel mese di aprile 2018 Sony Pictures annuncia che i fratelli Aaron e Adam Nee avrebbero diretto il nuovo film live action dal provvisorio titolo Masters of the Universe.
Nel marzo 2019 Noah Centineo viene scelto per essere l'interprete del principe Adam/He-Man, e già a maggio viene reso pubblico il primo teaser poster, annunciando così una possibile data d'uscita: 21 marzo 2021. Il progetto viene rimandato ulteriormente e, alla fine di aprile 2021, il film viene momentaneamente accantonato, mentre lo stesso Centineo, ormai impegnato in altri progetti cinematografici, dichiara di non fare più parte del progetto.
A fine giugno 2021 si fanno sempre più insistenti le voci di un nuovo possibile film sui MOTU realizzato, prodotto e trasmesso da Netflix, che in quel periodo ha in produzione due diverse serie animate basate sul franchise. La notizia viene confermata nel gennaio 2022 dichiarando che alla regia ci sarebbero stati i fratelli Nee e nella parte di He-Man sarebbe stato scritturato l'attore Kyle Allen. Stando alle anticipazioni, la trama nel nuovo film avrebbe dovuto seguire un orfano di nome Adam che scopre di essere un principe destinato ad essere il salvatore di una terra lontana e deve imparare rapidamente il suo potere e l'importanza di salvare il suo Regno da una forza del male.
Anche questo progetto viene però accantonato e, nel 2024, viene annunciato ancora una volta un nuovo film, la cui produzione è passata nuovamente di mano, questa volta prodotto da Amazon MGM Studios e Mattel Films con alla regia Travis Knight e come protagonista nella parte di He-Man l'attore britannico Nicholas Galitzine con un'uscita mondiale fissata per il 5 giugno 2026. Anche la trama è stata nuovamente cambiata ed è così stata descritta: “Il principe Adam, di 10 anni, si schianta sulla Terra a bordo di un'astronave e rimane separato dalla sua magica Spada del Potere, l'unico collegamento con la sua casa su Eternia. Dopo essere stato rintracciato, quasi due decenni dopo, il principe Adam viene riportato nello spazio per difendere il suo pianeta natale dalle forze del male di Skeletor. Ma per sconfiggere un cattivo così potente, il Principe Adam dovrà prima scoprire i misteri del suo passato e diventare He-Man: l’uomo più potente dell’Universo!”.

### Videogiochi
Nell'arco degli anni, sono usciti più videogiochi basati sui Masters, non correlati tra loro:
- Masters of the Universe: The Power of He-Man (1983), sviluppato e pubblicato dalla Mattel per Intellivision e Atari 2600
- Masters of the Universe: The Arcade Game (1987), anche conosciuto con il titolo Masters of the Universe: The Ilearth Stone, pubblicato dalla U.S. Gold per Commodore 64 e ZX Spectrum
- Masters of the Universe: The Super Adventure (1987), anche conosciuto come Terraquake, pubblicato dalla U.S. Gold per Commodore 64 e ZX Spectrum
- Masters of the Universe: The Movie (1987), pubblicato dalla Gremlin Graphics per gli home computer Amstrad CPC, Atari ST, Commodore 64, MSX e ZX Spectrum, e ispirato in particolare al film I dominatori dell'universo
- He-Man: Power of Grayskull (2002) pubblicato dalla TDK Mediactive per GameBoy Advance
- He-Man: Defender of Grayskull (2005) sviluppato dalla Savage Entertainment per PlayStation 2. Era prevista una versione del gioco per Xbox, che però non fu mai pubblicata
- He-Man: Tappers of Grayskull (2016) un videogame per dispositivi mobili